# مرد عنکبوتی ۳
مرد عنکبوتی ۳ (به انگلیسی: Spider-Man 3) یک فیلم ابرقهرمانی محصول سال ۲۰۰۷ و به کارگردانی سم ریمی است که بر پایهٔ شخصیت مرد عنکبوتی از کمیک‌بوک‌های شرکت مارول کامیکس ساخته شده‌است. فیلم‌نامه فیلم توسط ریمی، برادر بزرگش ایوان ریمی و آلوین سارجنت به رشته تحریر درآمده است. این فیلم سومین و آخرین قسمت از سه‌گانهٔ مرد عنکبوتی ساختهٔ سم ریمی، و دنباله فیلم‌های مرد عنکبوتی (۲۰۰۲) و مرد عنکبوتی ۲ (۲۰۰۴) می‌باشد. توبی مگوایر، کیرستن دانست، جیمز فرانکو، توماس هیدن چرچ، توفر گریس، برایس دالاس هاوارد، رزماری هریس، جی. کی. سیمونز، جیمز کرامول، دیلن بیکر و کلیف رابرتسون در این فیلم به ایفای نقش پرداخته‌اند.
روند تولید فیلم بلافاصله پس از توزیع مرد عنکبوتی ۲ آغاز شد و از همان ابتدا سال ۲۰۰۷ برای انتشار آن مشخص گردید. ریمی قبل از شروع تولید فیلم، می‌خواست به جز شخصیت مرد شنی، ضد قهرمان دیگری به فیلم اضافه کند. با درخواست آوی آراد شخصیت ونوم به فیلم اضافه شد. همچنین با درخواست تهیه‌کنندگان فیلم، شخصیت گوئن استیسی به فیلم افزوده شد. فیلمبرداری این فیلم از ژانویه ۲۰۰۶ در لس‌آنجلس و کلیولند آغاز شد و در ادامه بخش‌هایی از فیلم در نیویورک فیلمبرداری شد و نهایتاً کار فیلمبرداری در ژوئیه ۲۰۰۶ به پایان رسید.
فرش قرمز فیلم ۱۶ آوریل ۲۰۰۷ در توکیو برگزار شد و در ۴ مه ۲۰۰۷ در سینماهای عادی و آی‌مکس در ایالات متحده اکران شد. این فیلم نظرات مثبتی از منتقدان دریافت کرد و پرفروش‌ترین فیلم سونی در زمان خودش و پرفروش‌ترین فیلم سه‌گانهٔ ریمی نیز شد. بعد از موفقیت فیلم، قرار بود ریمی مرد عنکبوتی ۴ را نیز بسازد، اما در نهایت اختلافات بین ریمی و سونی پیکچرز منجر به کنسل شدن این پروژه گردید. ۵ سال بعد و در سال ۲۰۱۲، این فیلم بازراه‌اندازی شد.

## داستان
پیتر پارکر قصد دارد که از مری جین واتسون خواستگاری کند، که به تازگی اولین تئاتر برادوی را ساخته‌است. شهاب سنگی در نزدیکی پارک مرکزی نیویورک فرود می‌آید و سیمبیوتی فرازمینی ظاهر شده و سپس به همراه پیتر به آپارتمانش می‌رود.
در همین حال، مأموران پلیس به دنبال زندانی و دزد فراری به نام فلینت مارکو، که به دیدار همسر و دختر بیمارش رفته‌است، هستند. تعقیب و گریز از سر گرفته می‌شود، و مارکو به داخل یک شتاب‌دهنده ذرات می‌افتد که بدنش با شن‌های اطراف ترکیب شده، و به مرد شنی تبدیل می‌شود.
هری آزبورن، به دنبال انتقام از مرگ پدرش در فیلم اول است، و به پیتر با سلاح‌های جدیدی که برپایه تکنولوژی گرین گابلین پدرش ساخته شده بودند حمله کرد. نتیجه مبارزه این شد که هری فراموشی گرفت، و حافظه اش از پیتر به عنوان مرد عنکبوتی و انتقامش برای کشتن پدر او پاک شد
خبرنگاری به نام ادی براک در دیلی بیوگل استخدام شده و عکاس جدید مرد عنکبوتی شده‌است. کاپیتان استیسی نیز به پیتر و می پارکر می‌گوید قاتل اصلی بن پارکر، فلینت مارکو (مرد شنی) است.
وقتی پیتر خواب است، سیمبیوت به او پیوند می‌خورد در نتیجه قدرت و توانایی‌های بیشتری پیدا می‌کند. پیتر با استفاده از لباس سیاه در نبردی مرد شنی را در آب غرق می‌کند.
هری که حافظه‌اش را به دست آورد تصمیم گرفت رابطه پیتر و مری جین را خراب کند، او مری جین را مجبور می‌کند که به خواستگاری پیتر پاسخ منفی دهد؛ بنابراین پیتر به خانه آزبورن می‌رود تا از او دلیل تحریک کردن مری جین را بپرسد؛ سپس درگیری بین آنها شکل می‌گیرد و پیتر با استفاده از بمب گابلینی صورت هری را زخمی می‌کند.
ادی براک نیز عکسی از مرد عنکبوتی سیاه در حال دزدی از بانک منتشر می‌کند، پیتر نیز تقلبی بودن عکس او را آشکار می‌کند، در نتیجه جیمز جونا جیمسون، براک را از دیلی بیوگل اخراج می‌کند.
پیتر همراه با گوئن استیسی به یک کلوپ جاز که مری جین در آنجا کار می‌کند می‌رود، پیتر در کلوپ همراه با گوئن شروع به رقصیدن می‌کند و ضربه‌ای به مری جین می‌زند. پیتر که متوجه می‌شود خصلت‌های بد پیدا کرده‌است تصمیم می‌گیرد که از شر سیمبیوت خلاص شود و در همان کلیسایی که ادی براک در حال نفرین کردن او است، طلب بخشش گناهانش را می‌کند و با استفاده از امواج زنگ کلیسا موفق می‌شود، اما سیمبیوت میزبان دیگری یعنی براک را می‌گیرد و او به ونوم تبدیل می‌شود.
مرد شنی و ونوم، مری جین را گروگان می‌گیرند بنابراین پیتر باید با آن‌ها مبارزه کند. هری که به وسیله خدمتکارش راز واقعی مرگ پدرش را متوجه می‌شود، به کمک پیتر می‌رود. در طی نبرد، پیتر و هری می‌توانند مری جین را نجات می‌دهند، سپس هری توسط ونوم کشته می‌شود، پیتر نیز با استفاده از نقطه ضعف سیمبیوت یعنی صدا و آتش تلاش می‌کند ونوم را نابود کند، پیتر بمب گابلینی را به سمت سیمبیوت پرتاب می‌کند و براک نیز دوباره تلاش می‌کند ونوم شود بنابراین در انفجار کشته می‌شود.
مارکو پس از نبرد، توضیح می‌دهد که مرگ عمو بن حادثه‌ای بوده‌است، و بن قصد داشته به او کمک کند؛ پیتر نیز مارکو را می‌بخشد.

## بازیگران
| بازیگر             | نقش                      | توضیحات |
| ------------------ | ------------------------ | --- |
| توبی مگوایر        | پیتر پارکر/مرد عنکبوتی   | دانشجوی فیزیک در دانشگاه کلمبیا و عکاس آزاد برای دیلی بیوگل، او همچنان وظیفه محافظت از نیویورک را بر عهده دارد.                                                                                          |
| ویلم دفو           | نورمن آزبورن/گرین گابلین | او در این فیلم به عنوان توهم هری حضور می‌یابد. |
| کیرستن دانست       | مری جین واتسون           | یک بازیگر تئاتر برادوی و دوست دختر پیتر پارکر است. |
| جیمز فرانکو        | هری آزبورن/گابلین جدید   | پسر نورمن آزبورن و دوست صمیمی پیتر پارکر، او همچنان معتقد است که مرد عنکبوتی پدرش را کشته‌است به همین دلیل با استفاده از تجهیزات گابلینی دنبال انتقام از او است.                                          |
| توماس هیدن چرچ     | فلینت مارکو/مرد شنی      | خلافکاری که یک دختر بیمار دارد و برای اینکه بتواند پول درمان او را به دست بیاورد دزدی می‌کند. پس از حادثه ای بدنش با شن‌ها ترکیب و به مرد شنی تبدیل می‌شود، همچنین مشخص می‌شود که قاتل اصلی بن پارکر او است. |
| توفر گریس          | ادی براک/ونوم            | عکاس جدید دیلی بیوگل که به دلایل مختلف از پیتر پارکر تنفر دارد و پس از پیوند با سیمبیوت، هدفش نابودی او است.                                                                                             |
| کلیف رابرتسون      | بن پارکر                 | همسر می پارکر و عموی پیتر، او توسط یک سارق که پیتر نتوانست جلویش را بگیرد کشته شد. |
| رزماری هریس        | می پارکر                 | زن عموی پیتر که حلقه نامزدی خود را به او می‌دهد تا بتواند به مری جین پیشنهاد ازدواج دهد. |
| جی کی سیمونز       | جیمز جونا جیمسون         | سردبیر روزنامه دیلی بیوگل که همچنان مرد عنکبوتی را مورد انتقاد قرار می‌دهد. |
| برایس دالاس هاوارد | گوئن استیسی              | همکلاسی پیتر و دوست او در دانشگاه است. ادی براک عاشق وی است. |
| جیمز کرامول        | کاپیتان استیسی           | وی پدر گوئن استیسی و یکی از پلیس‌های نیویورک است. |
| دیلن بیکر          | کرتیس کانرز              | او یک فیزیکدان و استاد پیتر پارکر در دانشگاه کلمبیا است. |
| الیزابت بنکس       | بتی برنت                 | منشی جیمز جونا جیمسون در دیلی بیوگل |
| بیل نون            | رابی رابرتسون            | دستیار جیمز جونا جیمسون |
| استن لی            |                          | رهگذری که با پیتر صحبت می‌کند |
| تد ریمی            | هافمن                    | کارمند دیلی بیوگل |
| مگینا توا          | اورسولا                  | همسایه و دختر صاحبخانه پیتر |
| تریسا راسل         | اما مارکو                | همسر فلینت مارکو |
| پرلا هانی-هاردینه  | پنی مارکو                | دختر فلینت مارکو |

## تولید

### توسعه
از مارس ۲۰۰۴، پس از اکران مرد عنکبوتی ۲، سونی شروع به ساخت مرد عنکبوتی ۳ برای انتشار در تابستان ۲۰۰۷ کرد. ابتدا تاریخ اکران فیلم ۲ مه تعیین شد ولی بعداً به ۴ مه تغییر کرد. سم ریمی تصمیم گرفت در فیلم سوم بر روی نقایص پیتر پارکر و تم «بخشش» تمرکز کند، هری آزبورن نیز به گابلین جدید تبدیل شود و مرد شنی خبیث اصلی فیلم باشد. ریمی که علاقه داشت از خبیث دیگری هم در فیلم استفاده کند، مذاکراتی را با بن کینگزلی برای ایفای نقش کرکس انجام داد، اما به اصرار آوی آراد کرکس از فیلمنامه حذف و ونوم جایگزین او شد. بنابراین ریمی و برادرش ایوان ریمی فیلمنامه را پاکسازی کردند. توفر گریس نیز برای ایفای نقش ونوم انتخاب شد.

### فیلم‌برداری
عکاسی اصلی برای مرد عنکبوتی ۳ در تاریخ ۱۶ ژانویه ۲۰۰۶ آغاز شد و پس از گذشت ۱۰۰ روز از فیلم‌برداری، در ژوئیه ۲۰۰۶ به پایان رسید. خدمه عکاسی تا ۱۹ مه ۲۰۰۶ در لس آنجلس فیلم‌برداری کردند. در بهار ۲۰۰۶، پیتر مارتورانو مدیر مکان فیلم، عوامل فیلم را به کلیولند آورد. کمیسیون فیلم بزرگ کلیولند فضای تولید را در مرکز همایش‌های شهر بدون هیچ هزینه‌ای ارائه می‌داد. در کلیولند نبرد بین مرد عنکبوتی و مرد شنی عکس‌برداری شد. پس از آن عوامل فیلم از ۲۶ مه ۲۰۰۶ تا اول ژوئیه ۲۰۰۶ به منهتن منتقل شدند. در آن جا فیلم‌برداری در مکان‌های مختلفی از جمله منهتن پلازا صورت گرفت. فیلم‌برداری نوعی فشار را بر روی ریمی ایجاد کرد زیرا اغلب تصاویر باید بین چندین واحد حرکت داده می‌شد. فیلم‌برداری برای بیل پاپ نیز دشوار بود، زیرا نمادهای عنکبوتی ونوم، مرد عنکبوتی و گابلین جدید در صحنه‌های جنگ که در شب اتفاق می‌افتاد به رنگ سیاه پوشیده شده بودند.

## انتقادات
فیلم «مرد عنکبوتی ۳» در سایت Rotten Tomatoes بر اساس ۲۶۳ نقد، توانست ۶۳٪ رضایت مخاطبان و میانگین نمره ۶.۲ از ۱۰ را کسب کند. در خلاصه نظرات این سایت آمده است که «با وجود تعداد بیشتر شخصیت‌ها، خطوط داستانی پیچیده‌تر و صحنه‌های اکشن چشمگیر، این قسمت به اندازه دو قسمت اول روان و کامل نیست.» در Metacritic نیز فیلم بر اساس ۴۰ نقد، نمره ۵۹ از ۱۰۰ گرفت که نشان‌دهنده نظرات متنوع و متوسط بود. مخاطبان در نظرسنجی CinemaScore به فیلم نمره «B+» دادند.
منتقد نیویورک تایمز، مانولا دارگیس، ریتم فیلم را کند و یکنواخت دانست و از نبود طنز انتقاد کرد. ریچارد روپِر از شیکاگو سان-تایمز دو ستاره از چهار به فیلم داد و معتقد بود که «در مقابل هر صحنه اکشن پرهیجان، صحنه‌های زیادی کُند و بی‌روح وجود دارد.» دیوید ادلستین از نیویورک مگزین حضور سه شخصیت منفی را ناکافی خواند و گفت «سه شرور این فیلم به پای یک دکتر اختاپوس در قسمت دوم نمی‌رسند.» جیمز براردینلی نیز اظهار داشت که سم ریمی با اضافه کردن تعداد زیاد شرورها، از حد خود فراتر رفته و به‌طور خاص اشاره کرد «ونوم یک شخصیت منفی اضافی است.» راجر ایبرت، منتقد فیلم دوم، این بار دو ستاره داد و فیلم را «به‌هم‌ریخته» خواند، با شرورهای متعدد، خطوط داستانی فرعی، سوءتفاهم‌های عاشقانه و جمعیت‌های خیابانی که بی‌دلیل فریاد می‌زنند. آنتونی لین از نیویورکر نیز فیلم را «هرج‌ومرج» توصیف کرد که «قوانینش را خودسرانه تعیین می‌کند.»
با این حال، برخی منتقدان دیدگاه مثبتی داشتند. راجر فریدمن از فاکس نیوز فیلم را «اپرای چهار ستاره» خواند و به طنز و صحنه‌های اکشن آن اشاره کرد. اندی خوری از Comic Book Resources آن را «پیچیده‌ترین و استادانه‌ترین حماسه ابرقهرمانی فیلم‌شده» نامید و گفت که باوجود تعداد زیاد شخصیت‌ها و صحنه‌ها، فیلم هیچ‌گاه سنگین یا خسته‌کننده نمی‌شود. رابرت ویلانسکی از Dallas Observer فیلم را «پرشده، طولانی و ناقص» توصیف کرد و به حضور سه شرور، مدت زمان بیش از دو ساعت و ۲۰ دقیقه و خطوط داستانی نیمه‌کامل اشاره کرد. جاناتان راس، طرفدار کمیک‌ها، این قسمت را بهترین فیلم سه‌گانه دانست. اسکات فانداس از LA Weekly نیز نظر مختلطی داد و گفت که طنزهای اجتماعی و نگاه به زندگی خصوصی و عمومی ابرقهرمانان، به‌طور ناقص استفاده شده است. با این حال، ریچارد کورلیس از Time توانایی سازندگان در به تصویر کشیدن احساسات و خیانت‌های شخصی با رنگ‌آمیزی کمیک‌بوکی را ستود. وسلی موریس از Boston Globe فیلم را تازه و خوش‌ساخت خواند، اما هشدار داد ممکن است بیننده را بیش‌ازحد پر کند. IGN نیز فیلم را به‌عنوان پایان رضایت‌بخش سه‌گانه ارزیابی و ۸ ستاره از ۱۰ به آن داد.
در نظرات مثبت دیگر، جان هارتل از MSNBC فیلم را خوب خواند، اما به «خطوط داستانی زیاد» اشاره کرد. آمی بیانکولی از Houston Chronicle نیز معتقد بود که حضور شخصیت‌ها و خطوط فرعی متعدد گاهی جذابیت سری را کم‌رنگ می‌کند. جک متیوز از Daily News گفت که فیلم بیش از حد روی مکالمات آرام پیتر و مری جین تمرکز دارد، اما صحنه‌های اکشن طرفداران را راضی می‌کند. شان برنز از Philadelphia Weekly هم اظهار داشت که کارگردان «مقیاس و وسعت را جایگزین گرما و طنز دو قسمت قبلی کرده است.»

## آینده
در سال ۲۰۰۷، پروژه ساخت «مرد عنکبوتی ۴» برای اکران در تاریخ ۶ مه ۲۰۱۱ آغاز شد، با این برنامه که سم ریمی کارگردانی کند و توبی مگوایر، کریستن دانست و دیگر بازیگران نقش‌های خود را تکرار کنند. در ابتدا ساخت هر دو فیلم چهارم و پنجم برنامه‌ریزی شده بود و حتی برای مدتی، ایده ساخت همزمان این دو دنباله مطرح شد. ریمی در مارس ۲۰۰۹ اعلام کرد که در آن زمان تنها فیلم چهارم در دست تولید است و در صورت ساخته شدن فیلم‌های پنجم و ششم، داستان آن‌ها به‌صورت پیوسته ادامه خواهد یافت. او همچنین اشاره کرد که از نتیجه «مرد عنکبوتی ۳» راضی نبود و می‌خواست «مرد عنکبوتی ۴» بهترین قسمت سه‌گانه باشد و با بالاترین کیفیت پایان یابد.
در اکتبر ۲۰۰۷، جیمز واندربیلت برای نگارش فیلمنامه استخدام شد، پس از آن که گزارش‌هایی در ژانویه همان سال حاکی از تماس سونی با دیوید کوئپ، نویسنده فیلم اول، بود. فیلمنامه بعدها در نوامبر ۲۰۰۸ توسط دیوید لیندسی-آبِیر، نمایشنامه‌نویس برنده پولیتزر، بازنویسی شد و دوباره در اکتبر ۲۰۰۹ توسط گری راس اصلاح گردید. سونی همچنین واندربیلت را برای نگارش فیلمنامه‌های «مرد عنکبوتی ۵» و «مرد عنکبوتی ۶» به خدمت گرفت. ایده ساخت اسپین‌آفی با محوریت نسخه ونوم در «مرد عنکبوتی ۳» نیز مطرح شد، اما این پروژه هرگز محقق نشد و نسخه دیگری از ونوم در سال ۲۰۱۸ تولید و اکران گردید.
در سال ۲۰۰۷، ریمی تمایل خود را برای نمایش تحول دکتر کورت کانرز به شخصیت شرورش، «مارمولک» (Lizard)، که از قسمت دوم معرفی شده بود، ابراز کرد. بازیگر این نقش، دیلان بیکر، و تهیه‌کننده، گرانت کرتیس، نیز از این ایده استقبال کردند. تا دسامبر ۲۰۰۹، مذاکراتی برای حضور جان مالکوویچ به‌عنوان «کرکس» و آن هاتاوی به‌عنوان «فلشیا هاردی» انجام شد؛ هرچند در این طرح هاتاوی به شکل «گربه سیاه» در کمیک‌ها ظاهر نمی‌شد و قرار بود یک شخصیت جدید با قدرت‌های خاص، به نام «Vulturess» را بازی کند. ریمی بعدها در مصاحبه‌ای در سال ۲۰۱۳ توضیح داد که در صورت ساخته شدن فیلم، هاتاوی نقش گربه سیاه را ایفا می‌کرد.
در ژانویه ۲۰۱۰، سونی پیکچرز رسماً اعلام کرد که برنامه ساخت «مرد عنکبوتی ۴» به دلیل کناره‌گیری ریمی لغو شده است. گفته شد او به دلیل تردید نسبت به توانایی رساندن فیلم به زمان مقرر ۶ مه ۲۰۱۱ و حفظ کیفیت خلاقانه آن، پروژه را ترک کرده است. ریمی طی این مدت چهار نسخه مختلف از فیلمنامه را با نویسندگان مختلف بررسی کرد و همچنان از آن رضایت نداشت. بعدها او توضیح داد که به دلیل مشکلات فیلمنامه نتوانسته آن را به موقع آماده کند و به سونی پیشنهاد داده است که پروژه را بازسازی کند.
پس از حضور دوباره پیتر پارکر توبی مگوایر در «مرد عنکبوتی: راهی به خانه نیست»، کمپینی طرفداری در توییتر با هشتگ #MakeRaimiSpiderMan4 به راه افتاد که از سونی می‌خواست قسمت چهارم سه‌گانه مرد عنکبوتی با کارگردانی سم ریمی و حضور مگوایر و دانست ساخته شود. ریمی نیز در آوریل ۲۰۲۲ ابراز علاقه کرد و اشاره نمود که با معرفی مولتی‌ورس در «راهی به خانه نیست» و فیلم MCU او، «دکتر استرنج در چندجهانی دیوانگی»، ساخت دنباله‌ای برای سه‌گانه‌اش ممکن است. او در ماه بعد تأکید کرد که برنامه‌ای برای کارگردانی «مرد عنکبوتی ۴» ندارد، اما اگر فرصتی برای هدایت داستانی که خود تأیید کند فراهم شود، آن را می‌پذیرد.

## نسخه ویرایش شده
در سال ۲۰۱۷، سونی اعلام کرد به مناسبت دهمین سالگرد اکران مرد عنکبوتی ۳ نسخه ویرایش شده فیلم در ۱۳ ژوئن ۲۰۱۷ منتشر خواهد شد. این نسخه از فیلم دو دقیقه کوتاه‌تر از نسخه اصلی است؛ در این نسخه بعضی صحنه‌ها تغییر کرده‌اند یا به‌طور کامل حذف شده‌اند، همچنین صحنه‌های جدیدی اضافه شده‌است، تدوین فیلم نیز متفاوت است.

### رسمی
- وبگاه رسمی
- وبلاگ رسمی مرد عنکبوتی ۳

### بررسی‌ها
- مرد عنکبوتی ۳ در متاکریتیک
- مرد عنکبوتی ۳ در باکس آفیس موجو
- مرد عنکبوتی ۳ در راتن تومیتوز

### سایر
- مرد عنکبوتی ۳ در بانک اطلاعات اینترنتی فیلم‌ها (IMDb)
- مرد عنکبوتی ۳ در Cinema and Science